# Hugo Norberto Santiago
Hugo Norberto Santiago (ur. 12 kwietnia 1954 w María Juana) – argentyński duchowny katolicki, biskup San Nicolás de los Arroyos od 2016.

## Życiorys

### Prezbiterat
Święcenia kapłańskie otrzymał 19 grudnia 1985 i został inkardynowany do diecezji Rafaela. Pracował przede wszystkim jako duszpasterz parafialny, był także m.in. diecezjalnym koordynatorem ds. duszpasterstwa powołań oraz wikariuszem biskupim dla południa diecezji.

### Episkopat
5 grudnia 2006 papież Benedykt XVI mianował go biskupem diecezji Santo Tomé. Sakry biskupiej udzielił mu 19 marca 2007 biskup Carlos María Franzini.
21 września 2016 papież Franciszek mianował go ordynariuszem San Nicolás de los Arroyos.